# 奥村彰浩
奥村 彰浩（おくむら あきひろ、1970年７月２9日 - ）は、日本のテレビプロデューサー。テレビ朝日元制作局制作部テレビ番組プロデューサー。元株式会社AbemaProdcution代表取締役社長。地上波だけでなくBSCSネット等の幅広いコンテンツに携わる。ABEMA向け恋愛番組今日、好きになりました。を立ち上げ、ヒット番組に育てる。
ABEMAサービススタート当時からABEMA向け番組制作に携わり、AbemaProductionでは第５期～第８期まで代表取締役社長兼番組プロデューサーとして恋愛リアリティーショーなどに携わる。
ABEMA向け恋愛番組「今日、好きになりました。」の制作統括としてレギュラースタート時から2024年夏まで携わり、ヒット番組に育てる。地上波番組だけでなくBS番組・CS番組・ネット番組・CM制作などを幅広く映像制作をおこなってきた。

## 主な担当番組

### 地上波放送
- ウッチャンナンチャンの炎のチャレンジャー - チーフAD
- クイズタイムショック - チーフAD
- ちゃんネプ恋するウフフ - ディレクター
- 銭形金太郎 - プロデューサー
- 小学生クラス対抗30人31脚全国大会 - プロデューサー

### ABEMA
いずれもプロデューサー。
- 恋愛リアリティーショー
  - 今日、好きになりました。
  - 私の年下王子さま
  - シャッフルアイランド
- NewsBAR橋下

### その他
- 24CH△NNEL
- さきっちょ☆
- 快感MAP
- すっぽんの女たち
- 勉強してきましたクイズ ガリベン
- 二人の食卓 〜ありがとうのレシピ〜
- 私のホストちゃん〜しちにんのホスト〜